# Fedóssievka
Fedóssievka (en rus: Федосьевка) és un poble del krai de Primórie, a l'Extrem Orient de Rússia, que en el cens del 2010 tenia 468 habitants.